# Polygrapha
Polygrapha là một chi bướm Nymphalidae tân nhiệt đới trong phân họ Charaxinae.
Có 4 loài thuộc chi.

## Các loài
- Polygrapha cyanea (Godman & Salvin, 1868)
- Polygrapha suprema (Schaus, 1920)
- Polygrapha tyrianthina (Salvin & Godman, 1868)
- Polygrapha xenocrates (Westwood, 1850)